# Adiantopsis radiata
Adiantopsis radiata är en kantbräkenväxtart som först beskrevs av Carolus Linnaeus, och fick sitt nu gällande namn av Fée. Adiantopsis radiata ingår i släktet Adiantopsis och familjen Pteridaceae. Inga underarter finns listade.